# Hobby Products International
Hobby Products International (HPI-Racing) ist eine populäre RC-Modellbaumarke, die seit 1986 funkferngesteuerte Autoartikel produziert. Das Unternehmen hat seinen Sitz in Foothill Ranch im US-Bundesstaat Kalifornien.

## Modelle
Die Bandbreite der Modelle ist groß. Vom Maßstab 1:18, bis 1:5 (Großmodelle), ist alles dabei. Hobby Products International bietet sowohl elektrobetriebene Autos, als auch Fahrzeuge mit Glühkerzenzündmotoren, die Methanol und Nitromethan verbrennen, an. Neuerdings sind auch echte Benziner im Maßstab 1:5 vertreten, die mit gewöhnlicher Zweitakt-Mischung fahren.
Auch der Fertigungsgrad der jeweiligen Modelle variiert. Zur Auswahl stehen RTR-Modelle (Ready To Run; fahrfertig), Pre-assembled-Modelle (Vormontiert ohne RC-Einheit) und Bausätze (ohne RC-Einheit). Zur RC-Einheit gehört eine Fernsteuerung, Servos und Empfänger.

### Maßstab 1:18
Auch im Maßstab 1:18 ist die Firma HPI mit einigen Produkten vertreten. Hier gibt es den Micro RS4 als Sport-Variante und Drift-Variante, jeweils in RTR-Ausführung mit verschiedenen Karosserieformen.

### Maßstab 1:12
Im Maßstab 1:12 ist der Wheely King im Programm, ein Monstertruck-ähnliches Fahrzeug, das durch Übersetzung und Gewichtsverteilung dahingehend optimiert wurde, eindrucksvolle Wheelies, also das Fahren nur auf den Hinterrädern, durchzuführen.

### Maßstab 1:10
Der Maßstab 1:10 wird bei Hobby Products International hauptsächlich von Elektroautos vertreten, es gibt aber auch Verbrenner.
Es gibt bei den elektrischen Straßenautos immer 2 Ausführungen. Die „Race version“ ist für durchschnittliches Fahren auf den Straßen, während die „Drift-version“ für das driften ausgelegt ist. Die beiden Versionen unterscheiden sich unter anderem durch Reifen und Motorposition. Die Renn-Variante weist gewöhnliche Reifen und einen hinten sitzenden Motor auf. Die Drift-Variante hat spezielle Reifen und einen Motor der sich vorne im Chassis befindet. Beliebter Vertreter der sogenannten On-Roads mit Elektromotor ist der Sprint 2.
Hobby Products International bietet zudem noch weitere Elektroautos an. Zu nennen ist der E-Firestorm, der E-Savage und der Brama im Offroad-Bereich, oder das E10-Chassis im Onroad-Bereich.
Bei den RC-Cars mit Glühkerzenmotor in diesem Maßstab ist die Nitro 3 Serie sehr beliebt. Und dann gibt es auch den Firestorm 10T und den MT2 im Offroad-Bereich.

### Maßstab 1:8

Der neue Savage XL

Die Savage Serie von HPI-Racing ist die bislang größte Serie, die es im RC Automodellsport gibt. Savages sind sogenannte Monstertrucks die mit Nitromotoren (2-Takt Glühzündermotor) angetrieben werden. Monstertrucks haben eine relativ hohe Bodenfreiheit und dadurch auch einen hohen Schwerpunkt. Es gibt unzählige Savages, wobei Hobby Products International immer noch weitere Produkte davon auf dem Markt bringt.
Der älteste Savage ist der Savage 21. Der aktuelle ist der Savage XL (mit 5,9 cm³ Nitromotor und 108 mm Bodenfreiheit), und der Savage Flux (Brushless-Elektroversion, erschien im Frühjahr 2009). Die riesigen Möglichkeiten den Savage individuell gestalten und die Leistung optimieren zu können, sind ein Vorteil dieser Serie. Tuningteile werden in umfangreicher Auswahl direkt von HPI, aber auch von vielen anderen – hauptsächlich amerikanischen Firmen, in großer Auswahl angeboten. Es ist durchaus machbar alle Einzelteile im Savage durch höherwertige Tuningteile zu ersetzen, z. B. Plastikteile durch Aluminium.
Zwischen dem ältesten und dem neusten Savage gibt es viele weitere Varianten davon, die sich hauptsächlich in Hubraum (3,5 cm³ bis 5,9 cm³) und verwendeten Tuningteilen unterscheiden. Der Savage XL hebt sich stärker ab, da er neben dem hubraumstärksten 5,9 cm³ Motor auch einen verlängerten Radstand besitzt und somit um etliche cm länger ist. Alle Savage-Modelle besitzen einen permanenten Allradantrieb. Eine Besonderheit der Savage-Modelle ist das TVP (Twin Vertical Plate), hier wird nicht wie bei anderen Modellen alles auf eine waagerechte Grundplatte montiert, sondern zwischen zwei senkrecht stehenden Platten, was dem Savage eine enorme Stabilität bringt.
Weiters gibt bzw. gab es noch den Proceed, einen Glattbahn-Rennwagen. Er befindet sich jedoch nicht mehr im aktuellen HPI-Programm. Zudem gibt es noch den Hellfire, der als Bausatz und RTR-Version angeboten wird.

### Maßstab 1:5
Neuerdings gibt es bei HPI-Racing auch Funkferngesteuertes Modellautos mit „echtem“ Benzinmotor.
Als Baja 5B RTR fahrfertig oder Baja 5B SS im Bausatz, je mit einem 2-Takt Motor mit 23 cm³ und 26 cm³. Die Baja 5B ist ein Dünenbuggy und wird auch zu extremen Einsätzen benutzt. Als Baja 5T ist das Fahrzeug mit einem 26 cm³ Motor ausgerüstet und in Desert-Truck-Form gehalten (wird als RTR-Version fahrfertig ausgeliefert).
Alle 3 Modelle haben einen 2-Rad Antrieb (Heckantrieb). Betankt werden alle 3 Modelle mit einem Gemisch aus Benzin und Zweitakt-Motoröl. Diese Modelle unterscheiden sich sehr von den Großmodellen anderer Hersteller. Sie sind zudem auch die größten Modellautos, die es zurzeit zu kaufen gibt. Bis zu einem Meter lang und erreichen eine Geschwindigkeit von über 80 Kilometer pro Stunde.